# 26. červenec
26. červenec je 207. den roku podle gregoriánského kalendáře (208. v přestupném roce). Do konce roku zbývá 158 dní. Svátek slaví Anna, Anita.

## Události

### Česko
- 1437 – V Chebu se konal říšský sněm, který svolal římský císař a český a uherský král Zikmund Lucemburský.
- 1648 – V závěru třicetileté války obsadilo švédské vojsko Malou Stranu a Hradčany a zahájilo dvouměsíční obléhání Prahy.
- 1760 – Sedmiletá válka: Rakouská armáda obsadila Kladsko a část Slezska.
- 1855 – Božena Němcová vydala knihu Babička.
- 1913 – Anenské patenty: Vídeňská vláda rozpustila český zemský sněm, paralyzovaný dlouhodobou obstrukcí německých poslanců, a nahradila jej úřednickou správní komisí, aby zabránila finančnímu bankrotu Českého království.

### Svět
- 0811 – V bitvě u Plisky, neboli v bitvě v průsmyku Vrbica jižně od ní, zvítězil chán Krum, vládce První bulharská říše nad vojsky Byzantské říše, přičemž padl byzantský císař Nikeforos.
- 1469 – Války růží: Bitva u Edgecote Moor
- 1887 – Ludvík Lazar Zamenhof vydal ve Varšavě první učebnici esperanta, určeného pro podporu rovnoprávné mezinárodní komunikace.
- 1914 – 2 000 příslušníků české a slovenské komunity žijících ve Francii se vydalo z pařížského náměstí Svornosti k rakousko-uherskému velvyslanectví, kde spálili rakouskou vlajku.
- 1945 – Na Postupimské konferenci vydali Harry S. Truman, Winston Churchill a Čankajšek Postupimskou deklaraci vyzývající Japonsko ke kapitulaci.
- 1952 – Po 16 letech vlády abdikoval předposlední egyptský král Farúk I.
- 1953 – Fidel Castro neúspěšně zaútočil na kasárna Moncada v Santiagu de Cuba a vzniklo tak guerillové Hnutí 26. července.
- 1956 – Egyptský prezident Gamál Násir znárodnil Suezský průplav, aby mohl financovat výstavbu Asuánské přehrady.
- 1963 – Při zemětřesení v makedonském Skopje o síle 6,9 stupňů zahynulo 1 078 lidí a 3 383 jich bylo zraněno.
- 1963 – Spojené státy vypustily geostacionární satelit Syncom 2 (jedničku, vypuštěnou o pět měsíců dříve, zničil 20 vteřin po startu výbuch paliva). Jako první si přes Syncom 2 zatelefonoval prezident Kennedy. Jeho první slova v této situaci pocházela od Morseho, když v roce 1844 otevíral první telegrafní linku: „Jak veliké je dílo Boží!"
- 1994 – Ruský prezident Boris Jelcin souhlasil se stažením ruských jednotek z Estonska.
- 2005 – Program Space Shuttle: raketoplán Discovery odstartoval na misi STS-114, první po katastrofě raketoplánu Columbia.
- 2016 – Letadlo Solar Impulse jako první letoun poháněný sluneční energií dokončil oblet Země.
- 2022 – V Chorvatsku byl slavnostně otevřen Pelješacký most, který tak propojil Dubrovnicko-neretvanskou župu se zbytkem území Chorvatska.

## Narození
Viz též Kategorie:Narození 26. července — automatický abecedně řazený seznam.

### Česko

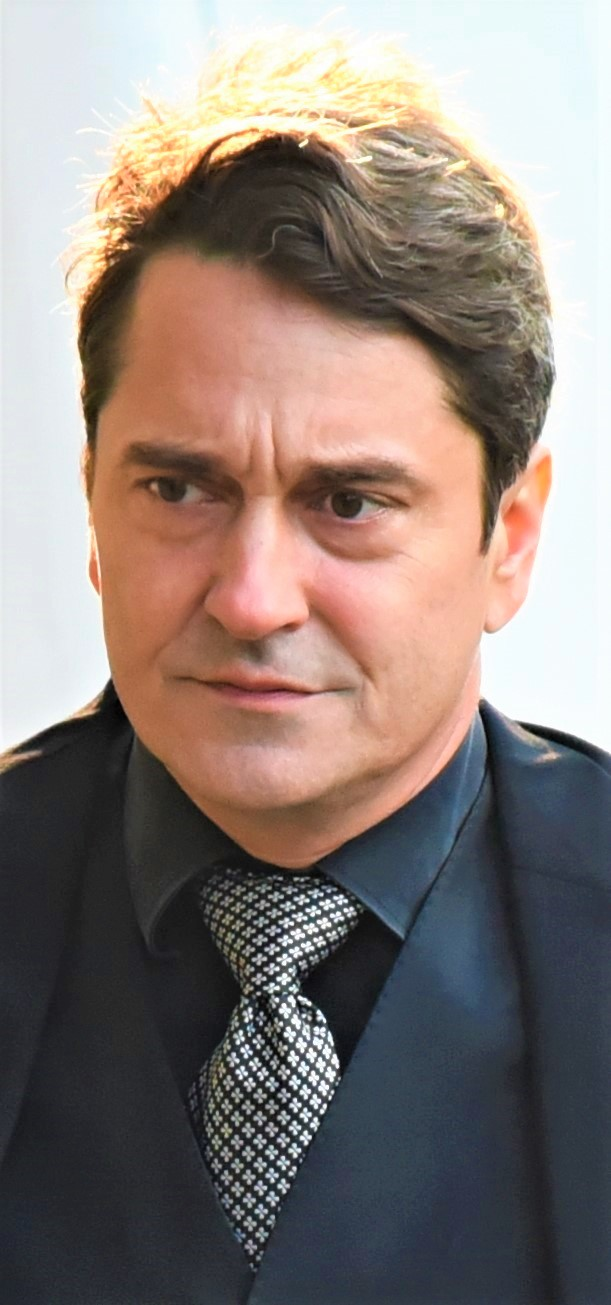
Saša Rašilov mladší (* 1972)

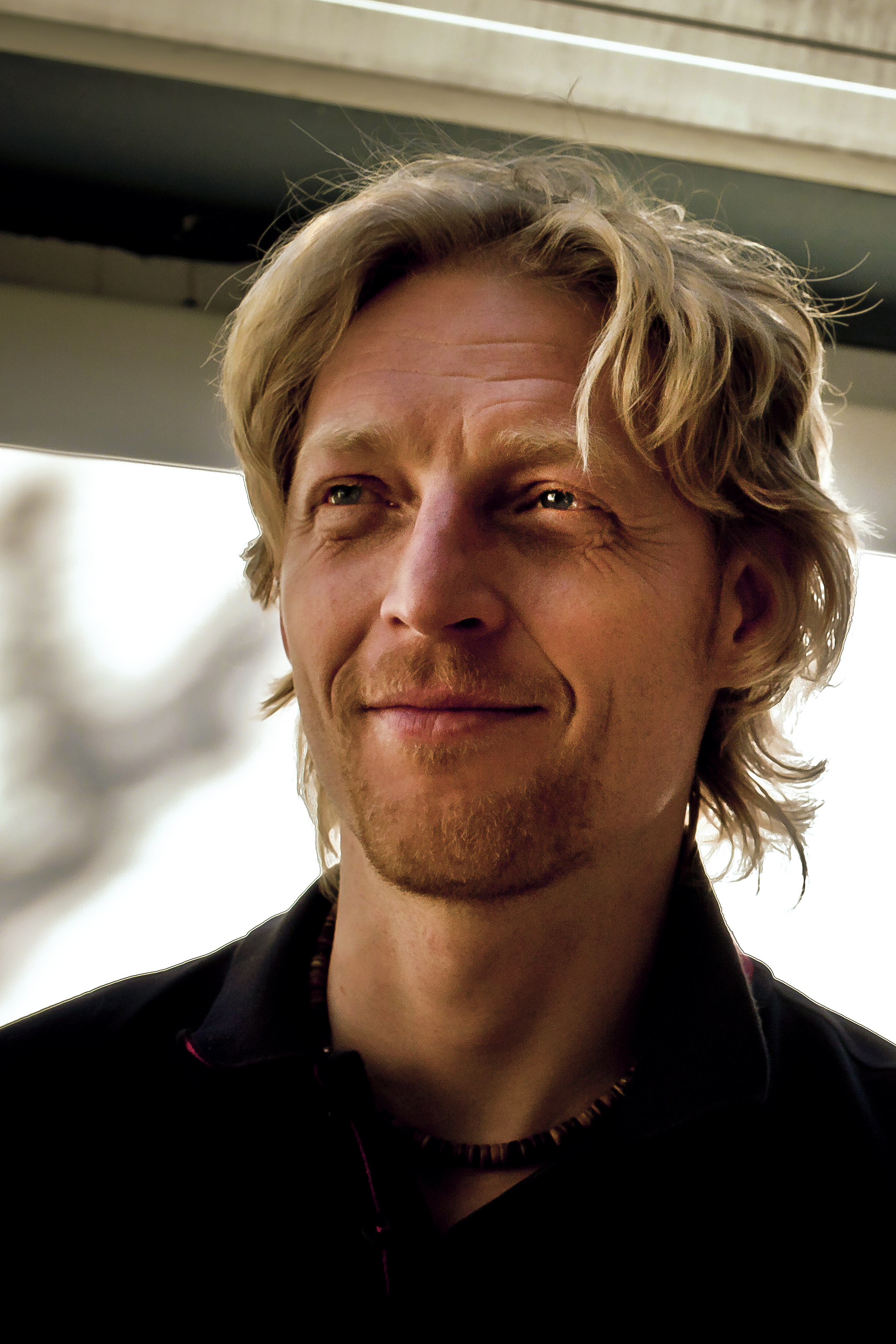
Karel Janeček (* 1973)

- 1759 – František Jakub Jindřich Kreibich, kněz, kartograf a astronom († 17. prosince 1833)
- 1781 – Salesius Krügner, opat kláštera v Oseku u Duchcova († 5. listopadu 1842)
- 1822 – Josef Adolf Bergmann, kantor a hudební skladatel († 22. února 1901)
- 1839 – Edmund Chvalovský, herec, divadelní a operní režisér († 1. října 1934)
- 1840 – Eugen Kadeřávek, kněz, premonstrát, teolog a tomistický filosof († 3. května 1922)
- 1847 – Josef Kořenský, cestovatel a fotograf († 8. října 1938)
- 1854 – Franz Clam-Gallas, šlechtic († 20. ledna 1930)
- 1855 – Antonín Čapek, báňský a lázeňský lékař († 4. července 1929)
- 1858 – Ferdinand Albín Pax, přírodovědec českého původu († 1. března 1942)
- 1863 – František Valoušek, kněz a politik († 14. března 1932)
- 1869 – Karel Hugo Kepka, architekt († 30. června 1924)
- 1879 – Vladislav Brdlík, zemědělský odborník, ministr československé vlády († 28. ledna 1964)
- 1880 – Karel Farský, římskokatolický kněz, teolog a zakladatel Československé církve († 12. června 1927)
- 1887 – Emil Václav Müller, hudební skladatel († 9. dubna 1974)
- 1888 – Albin Hugo Liebisch, konstruktér a podnikatel († 9. listopadu 1965)
- 1893 – Alain Rohan, šlechtic a právník († 2. září 1976)
- 1895 – Hubert Ripka, politik, ministr, novinář a historik († 7. ledna 1958)
- 1900 – Artuš Černík, básník a publicista († 25. prosince 1953)
- 1903 – František Křelina, spisovatel († 25. říjen 1976)
- 1913 – Viktor Linhart, komunistický poslanec († 22. prosince 1950)
- 1914 – René Černý, příslušník Obrany národa, oběť komunismu († 23. května 1950)
- 1919 – Luboš Perek, astronom († 17. září 2020)
- 1921 – Milan Zezula, malíř († 22. července 1992)
- 1925
  - Vojen Ložek, přírodovědec († 15. srpna 2020)
  - Zdeněk Smetana, animátor, scenárista a výtvarník († 25. února 2016)
- 1929 – Jan Evangelista Jirásek, lékař, profesor histologie a embryologie
- 1933
  - Ctibor Nečas, historik († 19. prosince 2017)
  - Jiří Veselský, básník († 18. dubna 2004)
- 1935 – Franz Karl Auersperg, rakouský šlechtic, politik a odborář († 26. ledna 2008)
- 1937 – Josef Jařab, amerikanista, literární historik a senátor († 3. května 2023)
- 1938 – Marie Filippovová, malířka a grafička
- 1940 – Adéla Matasová, malířka, sochařka, grafička a multimediální výtvarnice
- 1942
  - Jan Halada, historik, novinář, redaktor a spisovatel
  - Milan Mišovič, matematik, informatik a programátor († 26. července 2024)
- 1946
  - Karel Sýs, básník († 29. července 2024)
  - Vratislav Preclík, publicista a pedagog
- 1948
  - Luboš Andršt, jazzový kytarista, skladatel a pedagog
  - Karel Blažek, redaktor, spisovatel a nakladatel
- 1953 – Vlasta Formánková, soudkyně Ústavního soudu
- 1955
  - Jiří Brůna, básník
  - Václav Vochoska, veslař, bronzová na OH 1976 a 1980
- 1956 – Richard Bergman, textař, skladatel, spisovatel a malíř
- 1966 – Roman Ondráček, herec, moderátor a zpěvák
- 1972 – Saša Rašilov mladší, herec
- 1973
  - Lenka Kotková, astronomka a objevitelka planetek
  - Karel Janeček, filantrop, matematik, miliardář a podnikatel
- 1976 – Martina Dlabajová, europoslankyně
- 1981 – David Ludvík, hokejista

### Svět

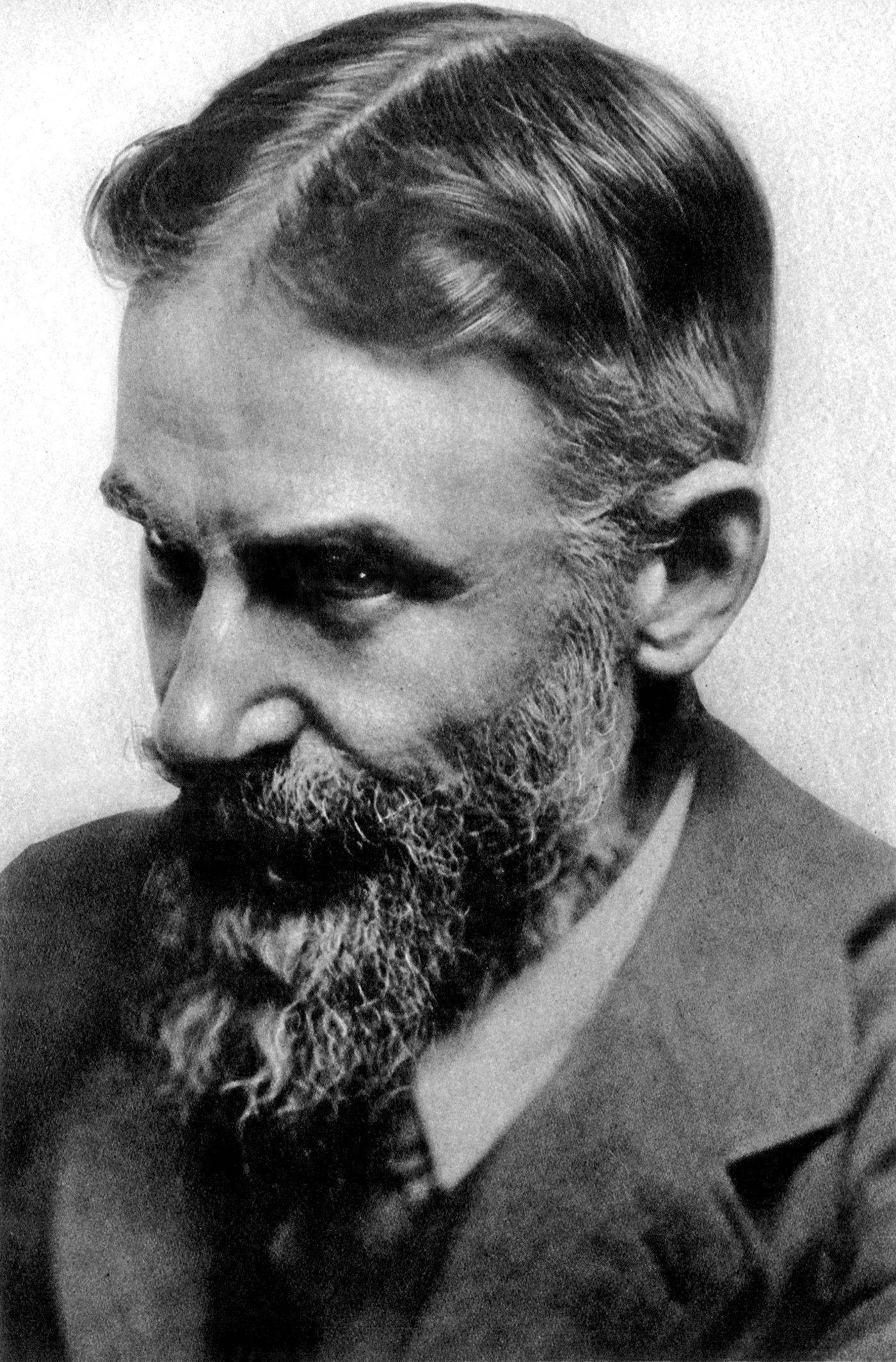
George Bernard Shaw (* 1856)

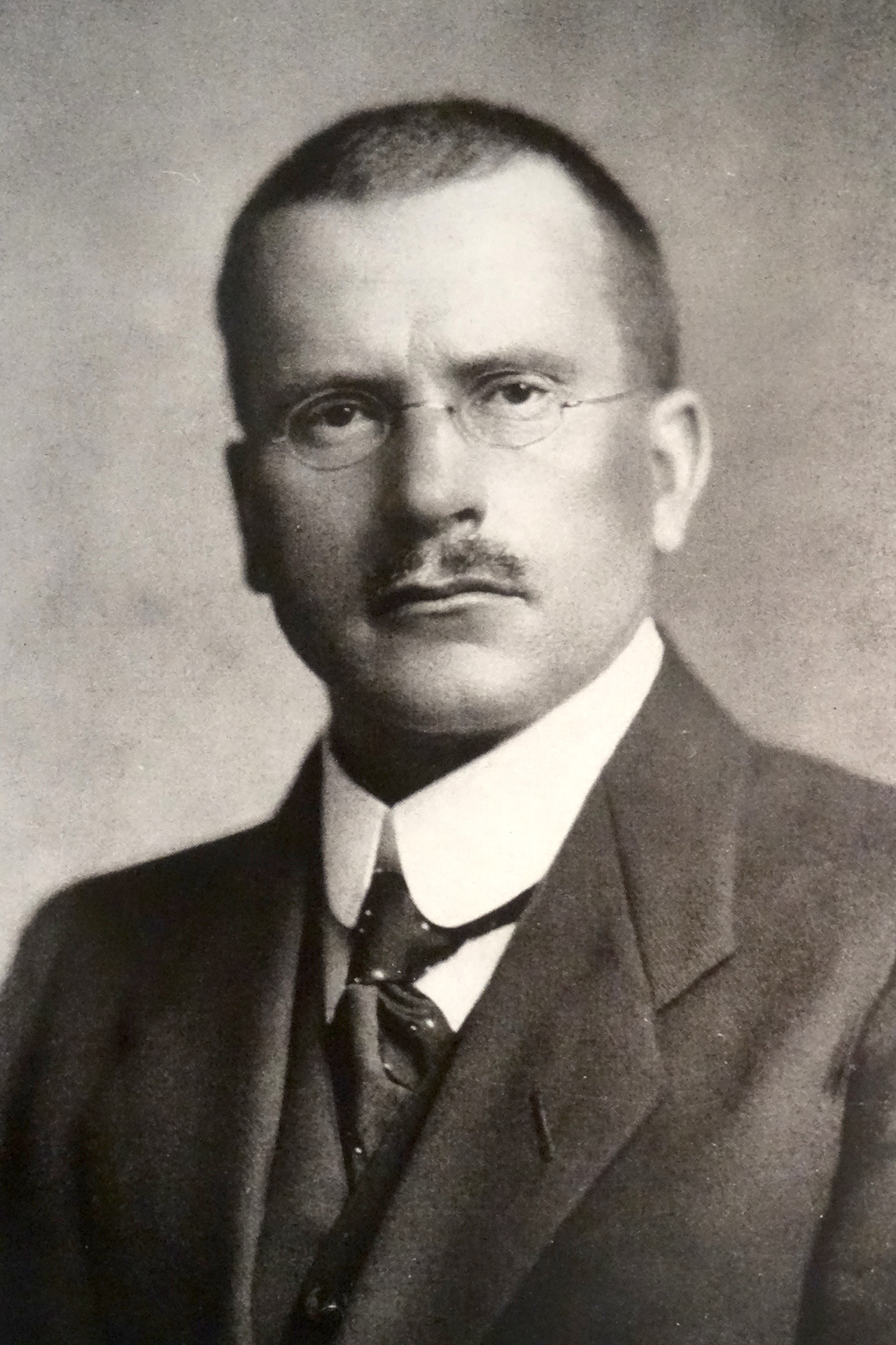
Carl Gustav Jung (* 1875)

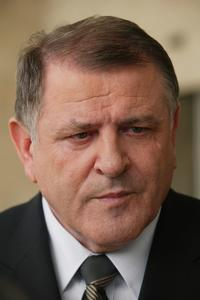
Vladimír Mečiar (* 1942)

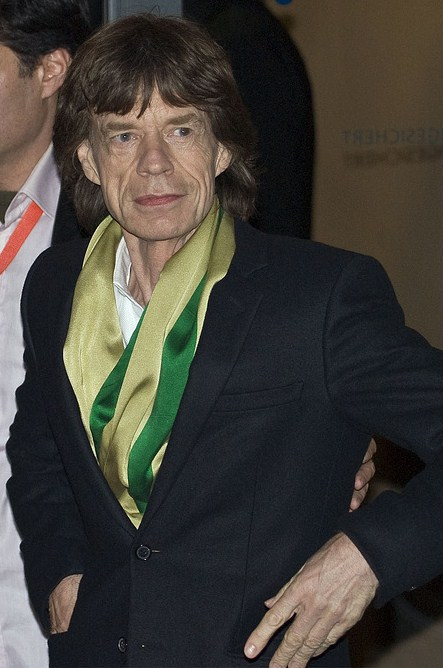
Mick Jagger (* 1943)

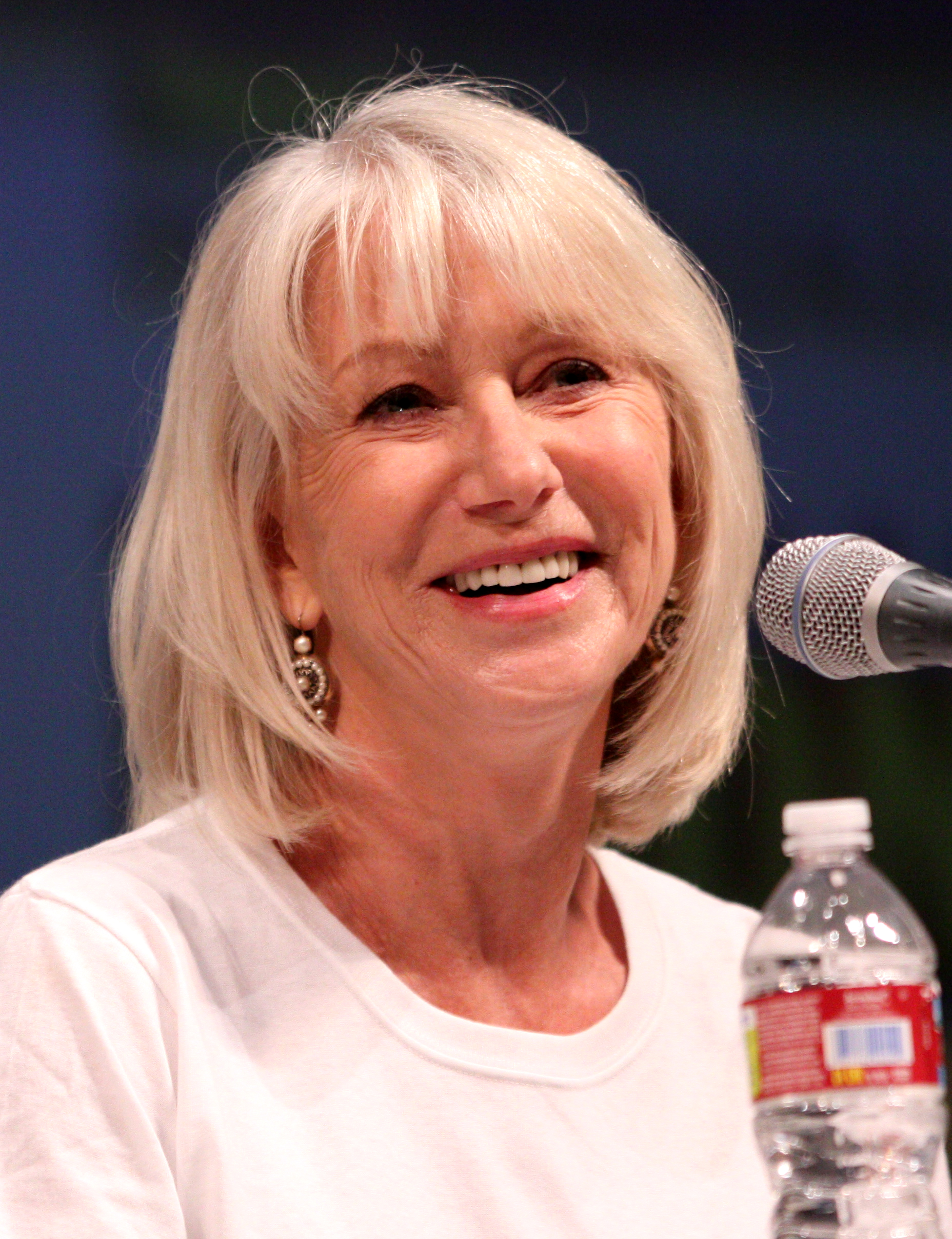
Helen Mirrenová (* 1945)

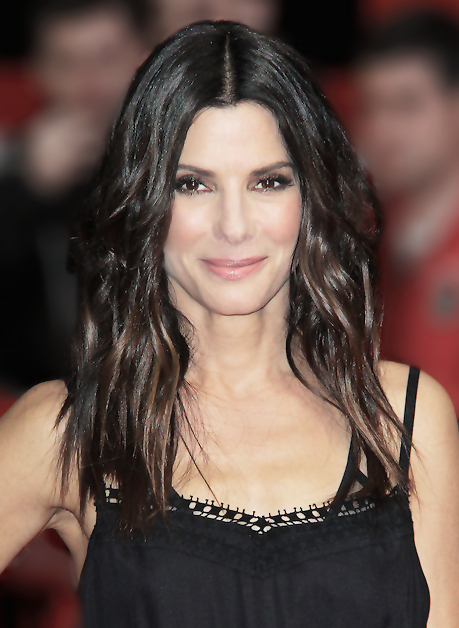
Sandra Bullock (* 1964)

- 1575 – Anna Kateřina Braniborská, dánská a norská královna († 29. března 1612)
- 1678 – Josef I. Habsburský, římský císař, český a uherský král († 17. dubna 1711)
- 1703 – Christophe de Beaumont, francouzský katolický arcibiskup († 12. prosince 1781)
- 1734 – Stephan Rautenstrauch, rakouský kněz († 30. září 1785)
- 1739 – George Clinton, americký státník, viceprezident USA († 20. dubna 1812)
- 1782 – John Field, irský hudební skladatel, klavírista a hudební pedagog († 23. ledna 1837)
- 1791 – Franz Xaver Wolfgang Mozart, rakouský skladatel, syn W. A. Mozarta († 29. července 1844)
- 1796 – Camille Corot, francouzský malíř († 22. února 1875)
- 1805 – Claude Félix Abel Niépce de Saint-Victor, francouzský vynálezce v oboru fotografie († 7. dubna 1870)
- 1821 – Bartolomé Mitre, argentinský prezident († 19. ledna 1906)
- 1829 – Auguste Marie François Beernaert, belgický politik, nositel Nobelovy ceny za mír († 6. října 1912)
- 1841 – Carl Robert Jakobson, estonský národní buditel, spisovatel a novinář († 19. března 1882)
- 1842 – Alfred Marshall, britský ekonom († 13. července 1924)
- 1855 – Ferdinand Tönnies, německý sociolog, ekonom a filosof († 9. dubna 1936)
- 1856 – George Bernard Shaw, anglický dramatik († 2. listopadu 1950)
- 1858 – Edward Mandell House, americký diplomat a politik († 28. dubna 1938)
- 1863 – Paul Walden, německý chemik († 22. ledna 1957)
- 1865
  - Philipp Scheidemann, německý říšský kancléř († 29. listopadu 1939)
  - Pēteris Stučka, lotyšský spisovatel, právník a politik († 25. ledna 1932)
  - Marie Bádenská, poslední anhaltská vévodkyně († 29. listopadu 1939)
- 1869 – Joseph Keiley, americký fotograf a spisovatel († 21. ledna 1914)
- 1875
  - Antonio Machado, španělský básník († 22. února 1939)
  - Carl Gustav Jung, švýcarský psycholog a psychoterapeut († 1961)
- 1879 – Otto Hieronimus, rakouský konstruktér automobilů, automobilový závodník († 8. května 1922)
- 1880 – Volodymyr Vynnyčenko, ukrajinský spisovatel († 6. března 1951)
- 1885
  - Jarosław Kaczmarczyk, rusínský politik, právník a prezident Lemko-rusínské republiky († ? 1944)
  - André Maurois, francouzský spisovatel († 9. října 1967)
- 1887 – Pjotr Aršinov, ruský revolucionář († 9. září 1938)
- 1890 – Seiiči Itó, japonský admirál († 7. dubna 1945)
- 1893 – George Grosz, německo-americký malíř († 6. července 1959)
- 1894 – Aldous Huxley, britský spisovatel († 1963)
- 1895 – Jankel Adler, polský malíř a tiskař († 25. dubna 1949)
- 1897 – Henryk Grzondziel, polský biskup opolské diecéze († 24. května 1968)
- 1898 – Frank Sullivan, kanadský hokejista, zlato na OH 1928 († 8. ledna 1989)
- 1899 – Hermann Gehri, švýcarský zápasník, olympijský vítěz 1924 († 25. listopadu 1979)
- 1904 – Ivan Horváth, slovenský spisovatel a politik († 5. září 1960)
- 1905 – Vachtang Ananjan, arménský spisovatel († 4. března 1980)
- 1908 – Salvador Allende, levicový politik a prezident Chile († 1973)
- 1919 – James Lovelock, environmentalista a futurolog († 26. července 2022)
- 1922
  - Jason Robards, americký herec († 26. prosince 2000)
  - Albert Marenčin, slovenský spisovatel († 9. březen 2019)
  - Gilberto Agustoni, švýcarský kardinál
  - Blake Edwards, americký herec, scenárista a režisér († 15. prosince 2010)
- 1924 – Stanisław Komornicki, polský brigádní generál († 10. dubna 2010)
- 1925 – Mikuláš Kasarda, slovenský básník († 19. července 2013)
- 1928
  - Hans Haselböck, rakouský varhaník a skladatel († 20. října 2021)
  - Elliott Erwitt, americký fotograf († 29. listopadu 2023)
  - Stanley Kubrick, americký režisér († 7. března 1999)
  - Francesco Cossiga, prezident Itálie († 17. srpna 2010)
- 1929 – Charlie Persip, americký jazzový bubeník († 23. srpna 2020)
- 1932 – James Francis Stafford, americký kardinál
- 1933 – Edmund S. Phelps, americký ekonom a nositel Nobelovy ceny z roku 2006
- 1934 – Jagdish Bhagwati, indicko-americký ekonom
- 1938
  - Joanne Brackeen, americká jazzová klavíristka, skladatelka
  - Alberto Fujimori, peruánský prezident († 11. září 2024)
- 1939 – John Howard, australský premiér
- 1940
  - Milan Čorba, slovenský scénograf, filmový a divadelní kostýmní výtvarník († 12. května 2013)
  - Brigitte Hamannová, rakouská spisovatelka a historička († 4. října 2016)
  - Jean-Luc Nancy, francouzský filosof († 23. srpna 2021)
- 1941 – Darlene Love, americká zpěvačka a herečka
- 1942 – Vladimír Mečiar, slovenský premiér
- 1943 – Mick Jagger, britský hudebník, člen hudební skupiny The Rolling Stones
- 1944
  - Louise Lake-Tack, generální guvernérka Antiguy a Barbudy
  - Stanislav Štepka, slovenský spisovatel, dramatik, režisér, scenárista, herec a textař, vedoucí osobnost Radošinského naivného divadlaJason Statham(* 1967)Kate Beckinsale (* 1973)
- 1945

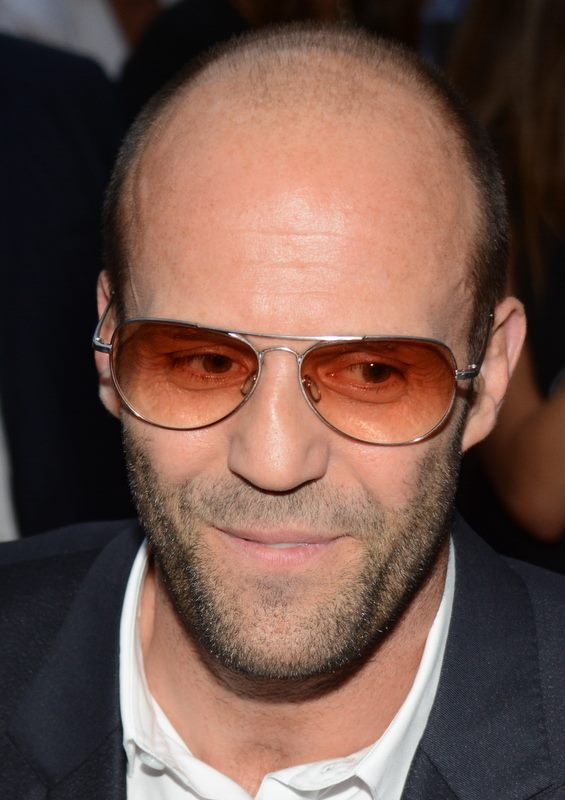
Jason Statham(* 1967)

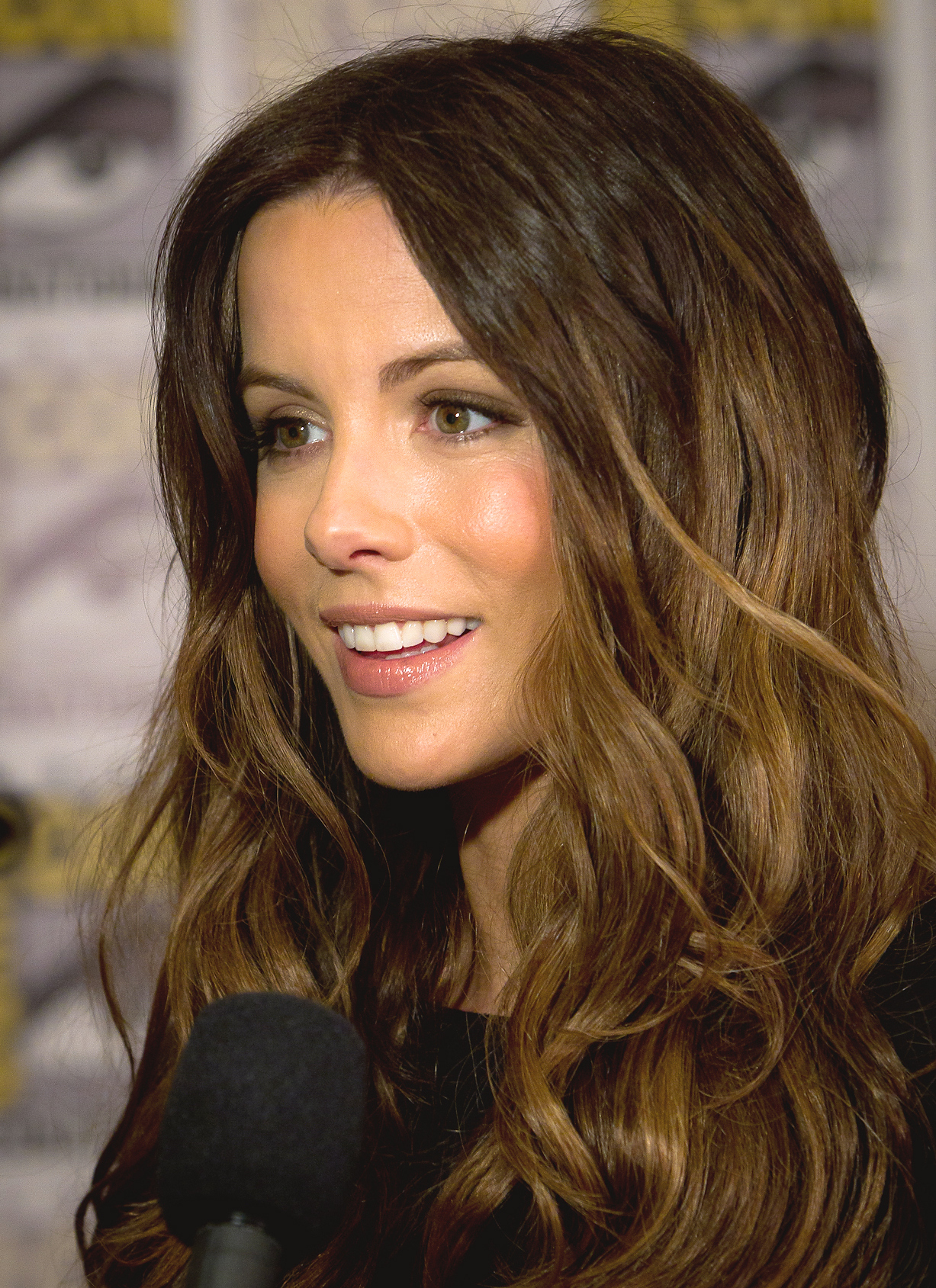
Kate Beckinsale (* 1973)

  - Helen Mirrenová, britská herečka a režisérka
  - Panajotis Pikramenos, řecký soudce a premiér
  - Linda Harrisonová, americká herečka
- 1948 – Norberto Puzzolo, argentinský umělec a fotograf
- 1949
  - Roger Taylor, britský hudebník, člen hudební skupiny Queen
  - William Shepherd, americký astronaut
  - Tchaksin Šinavatra, thajský premiér
- 1951 – William McArthur, americký astronaut
- 1954
  - Lawrence Watt-Evans, americký spisovatel
  - Vitas Gerulaitis, americký tenista († 18. září 1994)
- 1955 – Ásif Alí Zardárí, prezident Pákistánu
- 1956 – Andy Goldsworthy, britský sochař, fotograf
- 1957
  - Yuen Biao, čínský herec a kaskadér
  - Jeff Blatnick, americký zápasník, olympijský vítěz († 24. října 2012)
  - Nana Visitorová, americká herečka
- 1958 – Romy Müllerová, německá sprinterka, olympijská vítězka
- 1959 – Kevin Spacey, americký herec
- 1962
  - Sergej Kirijenko, ruský politik
  - Galina Čisťakovová, sovětská a slovenská atletka
- 1964 – Sandra Bullock, americká herečka
- 1965 – Jeremy Piven, americký herec
- 1967 – Jason Statham, britský herec
- 1968
  - Martin Kasarda, slovenský postmoderní spisovatel
  - Yasmine Pahlaví, manželka posledního íránského prince
- 1970 – Joan Wasser, americká hudebnice
- 1973 – Kate Beckinsale, britská herečka
- 1974 – Iron & Wine, americký zpěvák a kytarista
- 1975
  - Liz Trussová, britská politička
  - Vladimír Kobielsky, slovenský herec
- 1976 – Ivan Tichon, běloruský kladivář
- 1980 – Jacinda Ardernová, ministerská předsedkyně Nového Zélandu
- 1984 – Kyriakos Ioannou, kyperský atlet
- 1985 – Gaël Clichy, francouzský fotbalista
- 1989 – Tomáš Zmoray, slovenský skokan na lyžích
- 1990 – Makazole Mapimpi, jihoafrický ragbista
- 1992 – Marika Koroibete, australský ragbista
- 1993 – Taylor Momsen, americká herečka, rocková zpěvačka, skladatelka a frontmanka skupiny The Pretty Reckles

## Úmrtí
Viz též Kategorie:Úmrtí 26. července — automatický abecedně řazený seznam.

### Česko

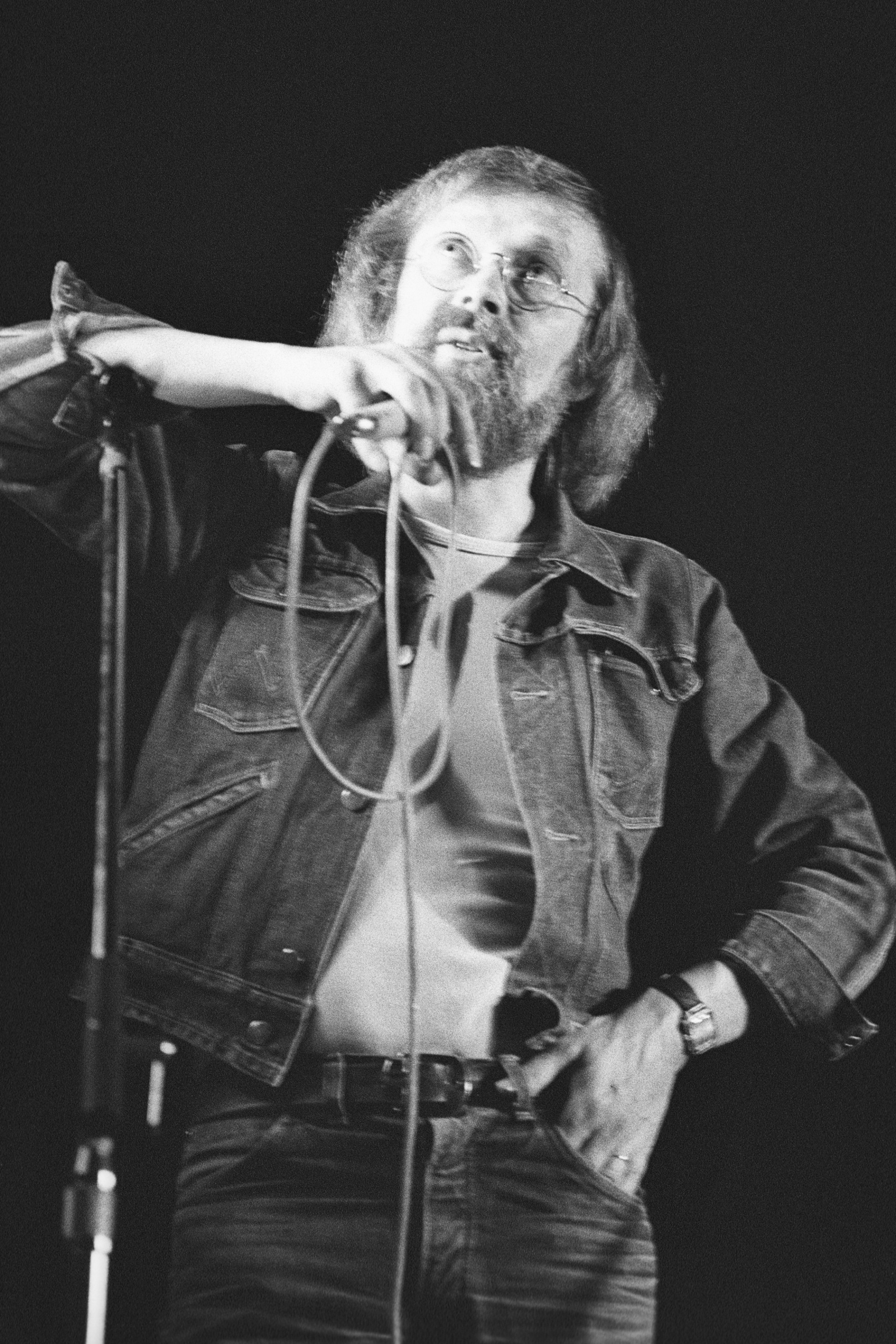
Ladislav Kantor († 2015)

- 1506 – Anna z Foix a Candale, královna česká, uherská a chorvatská, manželka Vladislava Jagellonského (* kolem 1480)
- 1565 – Oldřich Prefát z Vlkanova, spisovatel, matematik, astronom a cestovatel (* 12. května 1523)
- 1631 – Vratislav Eusebius z Pernštejna, moravský šlechtic (* ? 1594)
- 1798 – Mauritius Elbel, opat oseckého kláštera (* 12. března 1730)
- 1805 – Jan Antonín Sedláček, chrámový hudební skladatel (* 11. května 1728)
- 1809 – Leopold I. Berchtold, moravský cestovatel a filantrop (* 19. července 1759)
- 1844 – Jan Alois Sudiprav Rettig, právník a obrozenecký spisovatel (* 21. července 1774)
- 1892 – Hubert Gordon Schauer, český spisovatel, literární kritik a publicista (* 27. října 1862)
- 1924 – Josef Brenner, generální vikář českobudějovické diecéze (* 7. února 1852)
- 1927 – František Obzina, politik (* 13. května 1871)
- 1929 – Jaroslav Dlouhý, kněz a náboženský spisovatel (* 18. ledna 1869)
- 1940 – Bohdan Bečka, ministr financí Československa (* 14. dubna 1863)
- 1942
  - Vladimír Hornof, kněz a básník (* 10. května 1870)
  - Georg Alexander Pick, rakouský matematik působící v Praze (* 10. srpna 1859)
- 1962 – Rudolf Urbánek, historik (* 7. září 1877)
- 1965 – Vratislav Nechleba, malíř (* 17. června 1885)
- 1971 – Edvard Cenek, spisovatel a fotograf (* 18. března 1904)
- 1972 – Karel Husárek, divizní generál (* 31. ledna 1893)
- 1978 – František Vavřínek, stíhací pilot RAF (* 25. ledna 1914)
- 1985 – Jindřich Uher, ministr několika vlád Československa (* 18. června 1911)
- 1994 – Evžen Erban, politik (* 18. června 1912)
- 2001 – Josef Černota, voják a příslušník výsadku Wolfram (* 1. srpna 1914)
- 2004 – Alexander Hackenschmied, fotograf, kameraman a režisér (* 17. prosince 1907)
- 2006 – Vojtěch Zamarovský, slovenský historik, spisovatel a překladatel, spoluzakladatel žánru literatury faktu v Československu (* 1919)
- 2012
  - Čestmír Šimáně, jaderný fyzik (* 9. května 1919)
  - Karel Jančák, kytarista (* 10. července 1964)
- 2013 – Jiří Harcuba, sklářský výtvarník a medailér (* 6. prosince 1928)
- 2025 – Jiří Krampol, herec, dabér a komik (* 11. července 1938)

### Svět

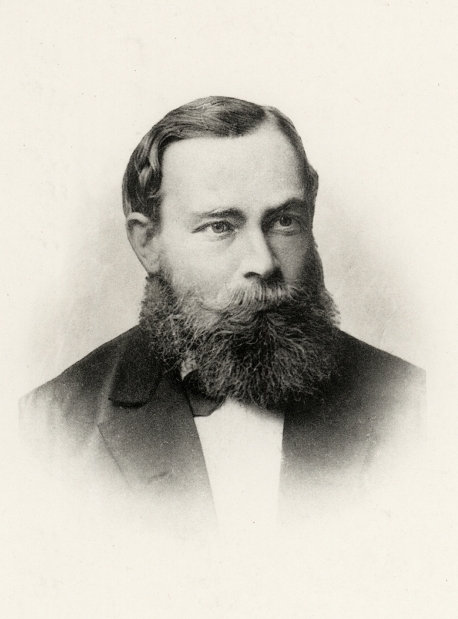
Gottlob Frege († 1925)

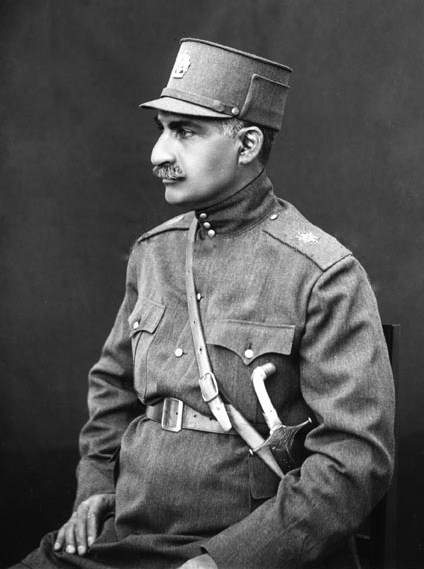
Rezá Šáh Pahlaví († 1944)

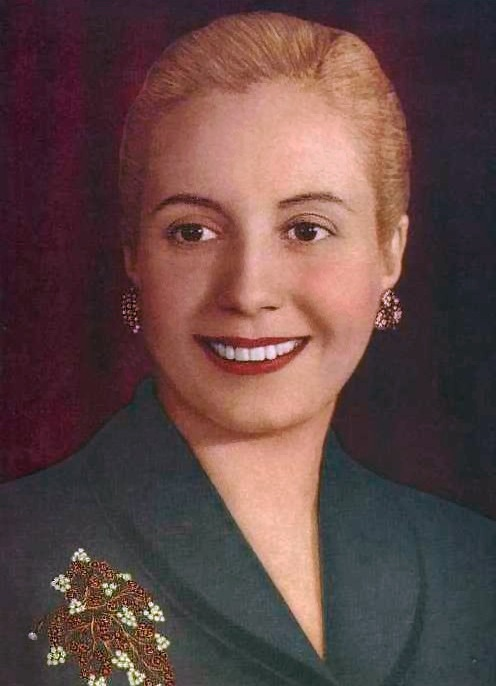
Eva Perónová († 1952)

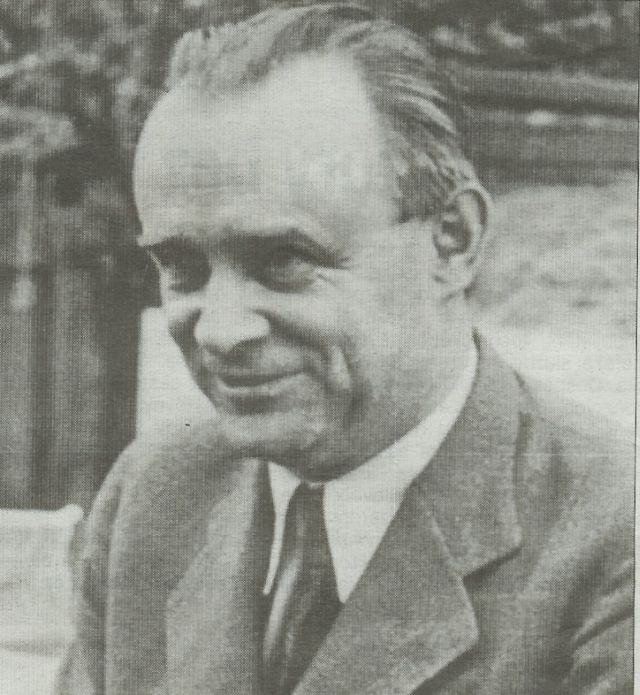
František Moravec († 1966)

- 0811 – Nikeforos I., byzantský císař (* kolem 765)
- 1043 – Mojžíš Uherský, slovenský světec (* 983)
- 1330 – Eufemie Pomořanská, manželka dánského krále Kryštofa II. (* kolem 1285)
- 1383 – Izabela z Valois, vévodkyně bourbonská, dcera Karla z Valois (* 1313)
- 1411 – Eliška Norimberská, královna římskoněmecká (* 1358)
- 1471 – Pavel II., papež (* 1417)
- 1542 – Dosso Dossi, vlastním jménem Giovanni di Luteri, italský malíř činný v Mantově a Ferraře (* 1490)
- 1615 – Alonso Pérez de Guzmán, španělský generál (* 10. září 1550)
- 1630 – Karel Emanuel I. Savojský, vévoda savojský (* 12. ledna 1562)
- 1680 – John Wilmot, anglický básník (* 1. dubna 1647)
- 1684 – Elena Lucrezia Cornaro Piscopia, první ženou v historii, která získala univerzitní titul (* 5. června 1646)
- 1691 – Henry Cavendish, 2. vévoda z Newcastle, anglický šlechtic a politik (* 24. června 1630)
- 1693 – Ulrika Eleonora Dánská, manželka švédského krále Karla XI. (* 11. září 1656)
- 1712 – Thomas Osborne, 1. vévoda z Leedsu, anglický státník a šlechtic (* 20. února 1632)
- 1801 – Maxmilián František Habsbursko-Lotrinský, rakouský arcivévoda, velmistr Řádu německých rytířů, müsterský biskup, syn Marie Terezie a Františka I. Štěpána Lotrinského (* 1756)
- 1836 – Claude Joseph Rouget de Lisle, francouzský revolucionář a skladatel (* 10. května 1760)
- 1852 – Jean-Jacques Feuchère, francouzský sochař (* 24. srpna 1807)
- 1863 – Sam Houston, americký politik a generál (* 2. března 1793)
- 1867 – Ota I. Řecký, bavorský princ, první moderní král Řeckého království (* 1815)
- 1872 – Michele Carafa, italský hudební skladatel a voják (* 28. listopadu 1787)
- 1893 – Ferdinand von Bauer, ministr války Rakouska-Uherska (* 7. března 1825)
- 1905 – Franz Camille Overbeck, německý protestantský teolog (* 16. listopadu 1837)
- 1913 – Rudolf Otto von Ottenfeld, rakouský malíř a pedagog (* 21. července 1856)
- 1918 – Peter Rosegger, rakouský spisovatel (* 31. července 1843)
- 1925
  - Antonio Ascari, italský automobilový závodník (* 15. září 1888)
  - William Jennings Bryan, ministr zahraničních věcí Spojených států amerických (* 19. března 1860)
  - Gottlob Frege, německý matematik, logik a filosof (* 1848)
- 1938 – Dmitrij Grigorovič, ruský a sovětský letecký konstruktér (* 1883)
- 1941
  - Benjamin Lee Whorf, americký lingvista a antropolog (* 24. dubna 1897)
  - Henri Lebesgue, francouzský matematik (* 1875)
- 1944 – Rezá Šáh Pahlaví, perský, resp. íránský šáh (* 1878)
- 1952 – Eva Perónová, manželka argentinského prezidenta Juana Peróna (* 1919)
- 1960
  - Oľga Paulinyová, slovenská spisovatelka (* 8. prosince 1876)
  - Maud Leonora Menten, kanadská lékařka a biochemička (* 20. března 1879)
  - Váša Příhoda, český houslista (* 22. srpna 1900)
- 1966 – František Moravec, československý legionář, generál, velitel vojenské zpravodajské služby (* 23. července 1895)
- 1971 – Diane Arbusová, americká fotografka (* 1923)
- 1974 – Jan Żabiński, polský zoolog (* 8. dubna 1897)
- 1976 – Nikolaj Nosov, ruský autor dětských knih (* 22. listopadu 1908)
- 1977 – Hans-Otto Borgmann, německý hudební skladatel (* 20. října 1901)
- 1978 – Mary Blairová, americká výtvarnice (* 21. října 1911)
- 1984 – Ed Gein, americký sériový vrah (* 27. srpna 1906)
- 1991 – Maria Treben, rakouská spisovatelka a bylinkářka (* 27. září 1907)
- 1995 – Vladimír Dzurilla, slovenský hokejový brankář a trenér (* 1942)
- 1997 – Kunihiko Kodaira, japonský matematik (* 16. března 1915)
- 2001 – Josef Klaus, rakouský kancléř (* 15. srpna 1910)
- 2007 – Ernest Šmigura, slovenský herec (* 17. června 1930)
- 2009 – Merce Cunningham, americký tanečník a choreograf (* 16. dubna 1919)
- 2010 – Ben Keith, americký kytarista, klávesista, skladatel a producent (* 6. března 1937)
- 2011 – Frank Foster, americký saxofonista (* 23. září 1928)
- 2012 – Don Bagley, americký jazzový kontrabasista (* 18. července 1927)
- 2013
  - JJ Cale, americký zpěvák a kytarista (* 5. prosince 1938)
  - Árpád Duka-Zólyomi, slovenský fyzik, pedagog a politik (* 8. května 1941)
- 2020 – Olivia de Havilland, americká filmová herečka (* 1. července 1916)
- 2021 – Joey Jordison, americký bubeník, člen skupiny Slipknot (* 26. dubna 1975)
- 2023
  - Randy Meisner, americký zpěvák (* 8. března 1946)
  - Sinéad O'Connor, irská zpěvačka (* 8. prosince 1966)
- 2025 – Tom Lehrer, americký hudebník, satirik a matematik (* 9. dubna 1928)

## Svátky

### Česko
- Anna
- Anika, Anita
- Gražyna, Gražina
- Naneta

### Svět
- Památka svatých Jáchyma a svaté Anny, rodičů Panny Marie
- Kuba: Výročí útoku na kasárna Moncada
- Maledivy: Národní den
- Libérie: Den nezávislosti
- Švédsko: Den Carla Bellmana
- USA: Česnekový festival v Gilroy CA (je-li pátek]

## Pranostiky

### Česko
- Svatá Anna – chladna zrána.
- Svatá Anna – chladno zrána.
- Okolo svaté Hanky chladné poránky.
- Od svatej Anky – žimne podranky.
- Zvětšují-li na svatou Annu mravenci své hromady,
lze očekávati tuhou zimu.
- Svatá Anna pšenku žala.
- Svatá Anna žito žala.
- O svaté Anně sedlák si žita nažne.
- O svaté Anně žitečko se nažne.

| 26. červenec v pražském KlementinuÚdaje jsou platné k 8. 7. 2025. | 26. červenec v pražském KlementinuÚdaje jsou platné k 8. 7. 2025. | 26. červenec v pražském KlementinuÚdaje jsou platné k 8. 7. 2025. |
| minimum                                                           | denní průměr                                                      | maximum                                                           |
| ----------------------------------------------------------------- | ----------------------------------------------------------------- | ----------------------------------------------------------------- |
| 7,9 °C (1958)                                                     | 19,5 °C (od 1961)                                                 | 35,0 °C (1782)                                                    |